# Kőszegpaty
Kőszegpaty (németül: Pottendorf bei Güns, horvátul: Pačija) község Vas vármegyében, a Kőszegi járásban.

## Fekvése
A Gyöngyös-sík északnyugati részén fekszik, Kőszegtől 11 kilométerre délkeletre.
A szomszédos települések: északkelet felől Tömörd, délkelet felől Vasasszonyfa, nyugat felől Pusztacsó, északnyugat felől pedig Nemescsó. Közigazgatási területe északon messze, több kilométerre elnyúlik a faluközponttól, így abból az irányból rövid szakaszokon határos még Kőszeggel, Horvátzsidánnyal és Kiszsidánnyal is. A kelet felől legközelebbi településsel, Meszlennel viszont nem szomszédos, mert a közigazgatási területeik nem érintkeznek.

### Megközelítése
Csak közúton érhető el, Kőszeg és Meszlen-Acsád irányából egyaránt a 8636-os úton. Közigazgatási határszélét keleten érinti még a 8639-es út is.
Vasútvonal nem érinti, a két legközelebbi vasúti csatlakozási lehetőséget a Szombathely–Kőszeg-vasútvonal Lukácsháza megállóhelye, vagy a Sopron–Szombathely-vasútvonal Salköveskút-Vassurány megállóhelye kínálja, egyaránt körülbelül 7-8 kilométerre.

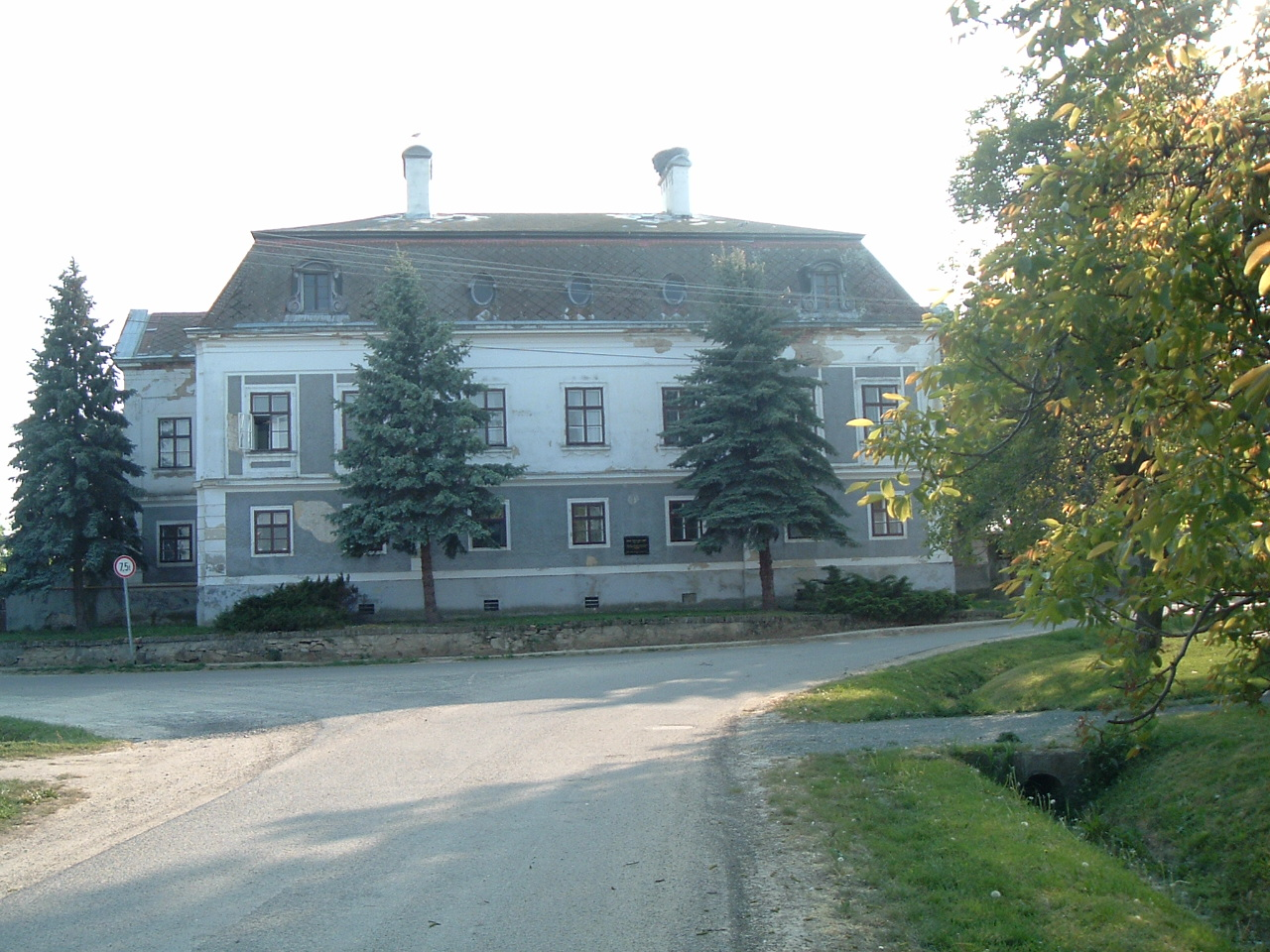
A volt Patthy-kastély

## Története
Első okleveles említése 1283-ból, Poth formában maradt fenn, de a 14. században a falu kettévált (1348. Kispoth; 1420. Nagypoth). A 19. század során összeépültek, majd közigazgatásilag is egyesítették őket. A 13. században IV. Bélától Csói Mochia comes kapta testvéreivel együtt. Az ő leszármazottaik a Patthy család tagjai.
Vályi András szerint "Kis és Nagy-Paty, 2 magyar falu, Vas vmegyében, ut. p. Kőszeghez 1 óra, 263 kath. lak. Birja h. Eszterházy."
Festetics Imre 1818-ban Kőszegpatyon tenyészállat-kiállítást szervezett. A községnek a 19. század elején 484 lakosa volt.
1910-ben 481 magyar lakosa volt, Vas vármegye Kőszegi járásához tartozott.
Jelenlegi lakossága 172 fő. Ebből száz fő a Patthy-kastélyban lakik, ami jelenleg szociális otthonként funkcionál.

## Közélete

### Polgármesterei
| Polgármester | Polgármester       | Polgármester |
| ------------ | ------------------ | ------------ |
| 1990–1994    | Kendik Miklós      | független    |
| 1994–1998    | Kendik Miklós      | független    |
| 1998–2002    | Kendik Miklós      | független    |
| 2002–2006    | Kendik Miklós      | független    |
| 2006–2010    | Kendik Miklós      | független    |
| 2010–2014    | Kendik Miklós      | független    |
| 2014–2019    | Májerhoffer Attila | független    |
| 2019–2024    | Májerhoffer Attila | független    |
| 2024–        | Májerhoffer Attila | független    |

## Népesség
A település népességének változása:
| Lakosok száma | 208  | 207  | 204  | 172  | 206  | 196  | 192  |
|               | 2013 | 2014 | 2015 | 2021 | 2022 | 2023 | 2024 |

A település népessége 1900. évben 484 fő volt, ez a szám az 1930-as évekig viszonylag állandó maradt, majd ezt követően csökkenés következett be. 1949-ben a lakosság száma 415 fő volt, ami ezen időponttól kezdődően folyamatosan csökkent, 1960-ban: 363 fő, 1980-ban: 229 fő.	
A 2011-es népszámlálás során a lakosok 44,1%-a magyarnak, 0,9% németnek, 1,4% románnak mondta magát (54% nem nyilatkozott; a kettős identitások miatt a végösszeg nagyobb lehet 100%-nál). A vallási megoszlás a következő volt: római katolikus 41,2%, evangélikus 2,8%, felekezet nélküli 0,5% (52,6% nem nyilatkozott).
2022-ben a lakosság 93,2%-a vallotta magát magyarnak, 2,9% németnek, 1% szlováknak, 1% cigánynak, 0,5% románnak, 0,5% horvátnak, 0,5% szlovénnek, 2,9% egyéb, nem hazai nemzetiségűnek (5,3% nem nyilatkozott; a kettős identitások miatt a végösszeg nagyobb lehet 100%-nál). Vallásuk szerint 53,9% volt római katolikus, 4,9% evangélikus, 1% református, 0,5% görög katolikus, 0,5% ortodox, 3,9% egyéb keresztény, 6,3% felekezeten kívüli (29,1% nem válaszolt).

## Nevezetességei
- A Patthy-kastély, mai formájában 1710 körül épült. Az épület homlokzati falán Festetics Imre emléktáblája látható.
- A Kossuth utca 36. számú ház előtt késő barokk Mária szobor látható.
- Szent Miklós tiszteletére szentelt római katolikus temploma, története során többször átépítve. Főoltárképét Kugler János kőszegi festő alkotta.

## Híres emberek
- A kastélyban élt és alkotott gróf Festetics Imre (1762)-(1847) genetikus, az öröklődéstan törvényszerűségeinek kutatója, állatnemesítő. A kastély falán emléktáblája áll.
- Itt született 1924. október 15-én Cs. Nagy István költő, tanár, irodalomtörténész.
- Itt volt erdész Takács Miklós szociáldemokrata politikus, erdészeti szakíró.